# Enrichetto Virginio Natta
Enrichetto Virginio Natta (Casale Monferrato, 10 de janeiro de 1701 - Alba, 29 de junho de 1768) foi um cardeal do século XVIII.

## Biografia
Nasceu em Casale Montferrato em 10 de janeiro de 1701. Segundo dos dez filhos do Conde Palatino Gerolamo III Natta e Luciana (ou Luisa) Matilde Ignazia Pelletta Mesturelli. Seu nome de batismo era Raffaele Francesco. Os outros irmãos eram Vincenzo, Maria Teresa, Giuseppe, Vittoria, Giorgio, Maria Maddalena, Ignazio, Francesca Violante e Luigi Neri. Após a morte de sua esposa, o conde Girolamo ingressou na Ordem dos Pregadores. Seu irmão Luigi Neri (Pe. Ignazio Maria), também era frade dominicano e morreu em Florença em 1766 em odor de santidade. Seu primeiro nome também está listado como Enrietto; como Enrico; e como Francesco Enrichetto Virginio.
Educação inicial em casa. Entrou na Ordem dos Pregadores (Dominicanos); mudou seu nome de batismo Raffale Francesco para Enrichetto Virginio. Obteve o título de mestre em teologia em 9 de março de 1747.
Ordenado em 15 de junho de 1726. Teólogo consultor da Inquisição em Modena, em 15 de janeiro de 1732. Leitor de filosofia e teologia nas casas de estudo dominicanas. Professor de teologia na Universidade de Turim em 1739. O mestre geral de sua ordem, Antonius Bremond, queria nomeá-lo assistente para a Itália, mas o padre Natta recusou. Provincial de sua ordem na Lombardia. Promovido ao episcopado a pedido do rei Carlos Emmanuel III da Sardenha.
Eleito bispo de Alba, Moferrato, reino da Sardenha, em 22 de julho de 1750. Consagrado, em 25 de julho de 1750, igreja de Ss, Domenico e Sisto, Roma, pelo cardeal Carlo Alberto Guidoboni Cavalchini, assistido por Umberto Radicati, bispo de Pesaro, e por Antonio Cantoni, bispo de Faenza.
Criado cardeal sacerdote no consistório de 23 de novembro de 1761; o papa enviou-lhe o barrete vermelho por escrito papal de 27 de novembro de 1761, com o capataz papal Marquês Ortensio Ceva; ele nunca foi a Roma para receber o chapéu vermelho e o título. O rei quis promovê-lo à sé metropolitana de Turim após a morte do cardeal Giovanni Battista Rovero em 9 de outubro de 1766, mas ele recusou. Com recursos pessoais reconstruiu a capela do Santíssimo Sacramento, na catedral; bem como a nova sacristia do capítulo.
Morreu em Alba em 29 de junho de 1768, à noite, após uma breve doença. Exposto e enterrado na catedral de Alba.